# Alazani
Alazani ili Alazanj (avarski: Алазан, azerski: Qanıx, cahurski: Дур, čečenski: Алаз, gruzijski: ალაზანი, ruski: Алаза́ни, Алаза́нь) je rijeka koja protječe kroz istočnu Gruziju i zapadni Azerbajdžan. Dio njezina toka predstavlja i prirodnu granicu između dviju zemalja. Duga je 351 km. Površina porječja iznosi 10800 km2. Prosječni istjek iznosi 98 m3/s.
Izvire na Velikom Borbalu, dijelu Velikog Kavkaza, sjeverozapadno od grada Ahmete, koji opskrbljuje pitkom vodom i protječe njegovim južnim dijelom i nastavlja u smjeru pokrajine Kaheti tvoreći Alazansku dolinu, središte gruzijskog vinogradastva i vinarstva. Još u vrijeme perzijskih osvajanja, u dolini su se sadile izvorne kavkaske sorte vinove loze. Ulijeva se u Mingečaursko jezero koje se nalazi u blizini grada Mingečaur. Prije nastanka toga umjetnoga jezera ulijevala se u rijeku Kuru te joj je bila lijeva i najveća pritoka.
Zimi je vodostaj Alazanija vrlo nizak, a ponekad i dijelovi rijeke presuše. U rano proljeće, otapanjem snijega na Kavkazu, rijeka dobiva velike količine vode koje dovode do redovitih poplava u njezinoj dolini, značajnih za mjesnu poljoprivredu. Na planinskom dijelu toka, kineski ulagači izgradili su nekoliko manjih hidroelektrana, koje koriste njezin dobar hidroenergetski potencijal. Rijeka je poznata i po splavarenju. Koristi se i za navodnjavanje.

## Vanjske poveznice
|  | Zajednički poslužitelj ima još gradiva o temi Alazani |

- Kura  Hrvatska enciklopedija.